# Cornac
|  | Per a altres significats, vegeu «Conductor d'elefants». |

Cornac (en francès Cornac) és un municipi francès situat al departament de l'Òlt i a la regió d'Occitània.

## Demografia
| 1962                                       | 1968 | 1975 | 1982 | 1990 | 1999 | 2007 |
| ------------------------------------------ | ---- | ---- | ---- | ---- | ---- | ---- |
| 321                                        | 354  | 369  | 354  | 370  | 327  | 358  |
| Des de 1962: població sense dobles comptes |      |      |      |      |      |      |

## Administració
| Període   | Identitat         | Partit |
| --------- | ----------------- | ------ |
| 2001-2008 | Albert Laboucarie |        |
| 2008-     | David Laborie     |        |